# 夢の樹 (デュティユー)
『夢の樹』（ゆめのき、L'arbre des Songes ）は、アンリ・デュティユーが作曲したヴァイオリン協奏曲。

## 概要
このヴァイオリン協奏曲は、1983年から1985年にかけて作曲され、元々はアイザック・スターンの還暦を祝うために作曲された。しかしその時期に完成することが出来なかったため、結局1985年11月5日、パリのシャンゼリゼ劇場で、スターンの独奏ヴァイオリン、ロリン・マゼール指揮のフランス国立管弦楽団によってようやく初演された。
デュティユーの協奏的作品は、この曲の他に、チェロ協奏曲『はるかなる遠い国へ』（Tout un monde lointain… ）、ヴァイオリンと管弦楽のための夜想曲 『一つの和音の上で』（sur le même accord）の2曲が知られている。

## 構成
全体は大きく分けると4つの部分から成っているが、それぞれのあいだに「間奏」が挿入されているので、細かく見れば7つの部分となっている。演奏時間は約23分。
- リーブルマン（自由に）-
- 間奏1-
- ヴィフ（快活に）-
- 間奏2-
- ラン（ゆっくりと）-
- 間奏3-
- ラルジュ・エ・アニメ（ゆとりを持って生き生きと）